# Rhythmeen
Rhytmeen è un album in studio della band statunitense hard/blues rock ZZ Top, pubblicato nel 1996.

## Tracce
1. Rhythmeen - 3:53 - (Gibbons)
2. Bang Bang - 4:28 - (Gibbons)
3. Black Fly - 3:33 - (Gibbons)
4. What's Up with That - 5:20 - (Gibbons; Hardy; Rice; Ingram)
5. Vincent Price Blues - 6:04 - (Gibbons; Hill; Beard)
6. Zipper Job - 4:14 - (Gibbons; Hill; Beard)
7. Hairdresser - 3:49 - (Gibbons, Hardy)
8. She's Just Killing Me - 4:57 - (Gibbons; Hill; Beard)
9. My Mind Is Gone - 4:06 - (Gibbons; Hardy; Moon; Wonder)
10. Loaded - 3:48 - (Gibbons; Hardy)
11. Pretty Head - 4:40 - (Gibbons; Hill; Beard)
12. Humbucking Part 2 - 5:12 - (Gibbons; Hill; Beard)

## Formazione
- Billy Gibbons – voce, chitarra
- Dusty Hill – basso, voce
- Frank Beard – batteria, percussioni, voce